# Jevgenij Bedarev
Jevgenij Bedarev (russisk: Евге́ний Алекса́ндрович Бе́дарев) (født 3. juni 1974 i Barnaul i Sovjetunionen) er en russisk filminstruktør og manuskriptforfatter.

## Filmografi
- V ozjidanii tjuda (В ожидании чуда, 2007)[1][2]
- Tarif Novogodnij (Тариф «Новогодний», 2008)
- Domovoj (Домовой, 2019)